# Музей современного искусства Берардо
Музей современного искусства Берардо (порт. Museu Coleção Berardo) — художественная галерея в районе Санта-Мария-ди-Белен португальского города Лиссабон, открытая в июне 2007 года; в здании располагается как постоянная коллекция произведений современного искусства, собранная предпринимателем Хосе Берардо, так и пространство для временных выставок. В момент открытия аукционный дом Christie’s оценил стоимость выставленных в галерее работ в сумму около 316 миллионов евро.

## История и описание
Музей «Coleção Berardo» был открыт в Лиссабоне 25 июня 2007 года; основу его фонда составила коллекция произведений современного искусства, собранная предпринимателем Хосе Берардо (род. 1944), в которой есть как работы португальских авторов, так и международных художников. Коллекция Берардо состоит из 862 работ, созданный в основном в XX веке (от кубизма и минимализма до поп-арта и Arte Povera, всего более семидесяти художественных направлений); на момент открытия музея, аукционный дом Christie’s оценил её в сумму около 316 миллионов евро. В постоянном собрании представлены произведения таких авторов как Пабло Пикассо, Марсель Дюшан, Сальвадор Дали, Энди Уорхол, Фрэнсис Бэкон, Амадеу ди Соза-Кардозу, Паула Регу и Хелена Алмейда.
Фонд современного искусства «Fundación de Arte Moderno y Contemporáneo — Colección Berardo» был создан годом ранее, 9 августа 2006 года; данная организация управляет музеем и организует его работу — включая проведение временных выставок, которые призваны дополнить постоянную экспозицию, сфокусировавшись на том или ином направлении, или авторе. В 2008 году галерея организовала 14 временных выставок — более 550 тысяч человек посетили музей, который стал самым посещаемым музеем в Португалии; ретроспектива архитектора Ле Корбюзье стала самой посещаемой выставкой — её посетили 80 тысяч человек. В 2009 году музей снова стал самым посещаемым музеем стран (625 тысяч посетителей); кроме того в тот год он стал 75-м самым посещаемым музеем в мире. Наибольшее количество горожан и туристов познакомились с выставкой «От Миро до Уорхола», которая собрала 251 тысячу зрителей. В 2010 году музей продал 964 тысячи билетов, став 50-м самым посещаемым музеем мира. Наличие современного здания позволило обеспечить доступ в музей и людям с ограниченными возможностями.